# Куп четири нације 2015.
Куп четири нације 2015. (службени назив: 2015 Rugby Championship) је било 20. издање овог најквалитетнијег репрезентативног рагби такмичења Јужне хемисфере, а 4. од проширења Купа три нације на Куп четири нације.
Због светског првенства у Енглеској исте године, овај пут су одиграна само 3 кола без реванша, да би Аргентина, Нови Зеланд, Аустралија и Јужноафричка Република имали што више времена да се спреме за најважније рагби такмичење. Турнир су заслужено освојили "Валабиси", пошто су победили све противнике. Аргентинци су шокирали рагби јавност победивши у гостима Јужноафричку Републику. 

## Учесници
Напомена:
|   | Селекција                          | Стадион                              | Селектор       | Капитен        |
| - | ---------------------------------- | ------------------------------------ | -------------- | -------------- |
| 1 | Рагби репрезентација Аргентине     | Естадио Малвинас, Мендоза (40 268)   | Данијел Оркаде | Агустин Креви  |
| 2 | Рагби репрезентација ЈАР           | Кока-кола парк, Јоханезбург (62 567) | Хејнеке Мејер  | Виктор Метфилд |
| 3 | Рагби репрезентација Новог Зеланда | Рагби лига пакр, Крајстчерч (18 000) | Стив Хансен    | Ричи Мако      |
| 4 | Рагби репрезентација Аустралије    | Стадион Санкорп, Бризбејн (52 500)   | Мајкл Чека     | Стивен Мур     |

## Такмичење

### Прво коло
Нови Зеланд - Аргентина 39-18
Аустралија - Јужна Африка 24-20

### Друго коло
Јужна Африка - Нови Зеланд 20-27
Аргентина - Нови Зеланд 9-34

### Треће коло
Аустралија - Нови Зеланд 27-19
Јужна Африка - Аргентина 25-37

## Табела
|   | Селекција   | ИГ | Д | Н | И | ПД | ПП | ПР  | БП | Б  |  |
| - | ----------- | -- | - | - | - | -- | -- | --- | -- | -- |  |
| 1 | Валабиси    | 3  | 3 | 0 | 0 | 85 | 48 | +37 | 1  | 13 |  |
| 2 | Ол блекси   | 3  | 2 | 0 | 1 | 85 | 65 | +20 | 1  | 9  |  |
| 3 | Пуме        | 3  | 1 | 0 | 2 | 64 | 98 | -34 | 1  | 5  |  |
| 4 | Спрингбокси | 3  | 0 | 0 | 3 | 65 | 88 | -23 | 2  | 2  |  |

| Победник Купа четири нација 2015. |
| --------------------------------- |
| Аустралија 4. титула              |

## Индивидуална стастика
Највише поена
- Андре Полард 30, Јужна Африка

Највише есеја
- Хуан Имхоф 3, Аргентина
- Адам Ешли-Купер 3, Аустралија